# Huanggang He
Huanggang He (kinesiska: 黄冈河) är ett vattendrag i Kina. Det ligger i provinsen Guangdong, i den södra delen av landet, omkring 390 kilometer öster om provinshuvudstaden Guangzhou.
Genomsnittlig årsnederbörd är 1 451 millimeter. Den regnigaste månaden är maj, med i genomsnitt 297 mm nederbörd, och den torraste är oktober, med 17 mm nederbörd.